# Goodpaster (rivière)
Pour les articles homonymes, voir Goodpaster.
La rivière Goodpaster est un cours d'eau d'Alaska, aux États-Unis située dans la  Région de recensement de Southeast Fairbanks. C'est un affluent de la   rivière Tanana, elle-même affluent du  fleuve Yukon.

## Description
Longue de 91 milles (146 km), elle coule en direction de l'ouest-sud-ouest pour rejoindre la rivière Tanana à   7 milles (11 km) à l'est de Big Delta.
Appelée Volkmar en 1885 par le lieutenant H.T. Allen, elle a été nommée ensuite Goodpaster River en l'honneur de la famille homonyme du Kentucky.

## Sources
- (en) « Goodpaster (rivière) », Geographic Names Information System